# Ryłowicze
Ryłowicze (biał. Рылавічы, Ryławiczy; ros. Рыловичи, Ryłowiczi) – wieś na Białorusi, w obwodzie brzeskim, w rejonie janowskim, w sielsowiecie Brodnica, przy drodze magistralnej M10.

## Historia
W XIX i w początkach XX w. położone były w Rosji, w guberni mińskiej, w powiecie pińskim, w  gminie Brodnica. Były wówczas własnością Kurzenieckich.
W dwudziestoleciu międzywojennym leżały w Polsce, w województwie poleskim, w powiecie pińskim, w gminie Brodnica. W 1921 wieś liczyła 474 mieszkańców, zamieszkałych w 91 budynkach, w tym 459 Białorusinów, 14 Żydów i 1 Polaka. 460 mieszkańców było wyznania prawosławnego i 14 mojżeszowego.
Po II wojnie światowej w granicach Związku Sowieckiego. Od 1991 w niepodległej Białorusi.